# Zona Econômica do Leste da Rússia
A Zona Econômica do Leste da Rússia (Восточно-Российская экономическая зона, Vostochno-Rossiyskaya ekonomicheskaya zona), é uma das dez Zonas e Macrozonas Econômicas da Rússia instituídas pelo Governo Federal para fins de planejamento econômico e do desenvolvimento regional.

## Composição
1. Região Econômica dos Urais
2. Região Econômica do Leste Siberiano
3. Região Econômica do Oeste Siberiano
4. Região Econômica do Extremo Oriente